# Jérôme Clavier
Pour les articles homonymes, voir Clavier.
Jérôme Clavier, né le 3 mai 1983 à Chambray-lès-Tours, est un athlète français, spécialiste du saut à la perche.

## Biographie
Il mesure 1,85 m pour 76 kg et est affilié au club de l'Athlétic Trois Tours.
Il a réalisé 5,80 m en salle lors d'une étape du circuit Perche Élite Tour à Limoges en février 2008 et 5,75 m en extérieur à Karlsruhe en juillet 2008.
En 2007, il est professeur d'éducation physique et sportive au collège Edmond Nocard à Saint-Maurice. En 2008, il est également professeur d'éducation physique et sportive au lycée Hector Berlioz à Vincennes. Depuis 2012, il est professeur d'éducation physique et sportive au collège Albert Camus, au Plessis-Trévise (Val-De-Marne). En 2015 il est professeur de sport a Créteil (collège Albert Schweitzer)
Durant l'hiver 2008, Clavier échoue au pied du podium des Championnats du monde en salle de Valence avec 5,75 m. Qualifié pour la finale des Jeux olympiques de Pékin, il se classe septième avec 5,60 m. 

### Vice-champion d'Europe en salle (2011)
En 2011, Jérôme Clavier bat son record à Villeurbanne, se qualifiant ainsi pour les Championnats d'Europe en salle. Lors de ces mêmes championnats auxquels il participe pour la première fois, il obtient une médaille d'argent avec 5,76 m, devançant Malte Mohr et en réalisant un doublé avec Renaud Lavillenie qui établit un nouveau record de France avec 6,03 m. 
Une blessure le contraint à renoncer aux Championnats du monde de Daegu. En 2012, il se classe dixième des Championnats d'Europe d'Helsinki avec 5,40 m, échouant par trois fois à 5,66 m. Il ne participe ni aux Jeux olympiques de Londres le mois d'août suivant ni aux Championnats du monde de Moscou en 2013.

### Retour (2014)
En 2014, il franchit 5,75 m à Rouen et se qualifie pour les mondiaux en salle de Sopot. Aux Championnats du monde en salle auxquels il participe en compagnie de Kévin Menaldo, Jérôme Clavier se classe dixième de la finale avec 5,55 m loin derrière le grec Konstadínos Filippídis (5,80 m). Le 19 décembre 2015, pour sa rentrée hivernale à Aulnay-sous-Bois, il termine deuxième du concours avec 5,61 m derrière Renaud Lavillenie (5,71 m).

### 2016
Le 5 février 2016, Clavier réalise les minimas pour les Championnats du monde en salle de Portland avec 5,77 m à Potsdam où il n'est devancé aux essais que par l'Allemand Carlo Paech,.
Le 17 mars 2016, Clavier termine 12e lors des championnats du monde en salle de Portland avec une marque de 5,55 m.

## Palmarès
| Date | Compétition                    | Lieu       | Résultat | Marque |
| ---- | ------------------------------ | ---------- | -------- | ------ |
| 2002 | Championnats du monde juniors  | Kingston   | 6e       | 5,40 m |
| 2003 | Universiade                    | Daegu      | 7e       | 5,40 m |
| 2005 | Jeux méditerranéens            | Almeria    | 3e       | 5,55 m |
| 2005 | Championnats d'Europe espoirs  | Erfurt     | 3e       | 5,60 m |
| 2007 | Championnats d'Europe en salle | Birmingham | 6e       | 5,41 m |
| 2008 | Championnats du monde en salle | Valence    | 4e       | 5,75 m |
| 2008 | Jeux olympiques                | Pékin      | 7e       | 5,60 m |
| 2011 | Championnats d'Europe en salle | Paris      | 2e       | 5,76 m |
| 2012 | Championnats d'Europe          | Helsinki   | 10e      | 5,40 m |
| 2014 | Championnats du monde en salle | Sopot      | 10e      | 5,55 m |
| 2016 | Championnats du monde en salle | Portland   | 12e      | 5,55 m |

## Meilleures performances

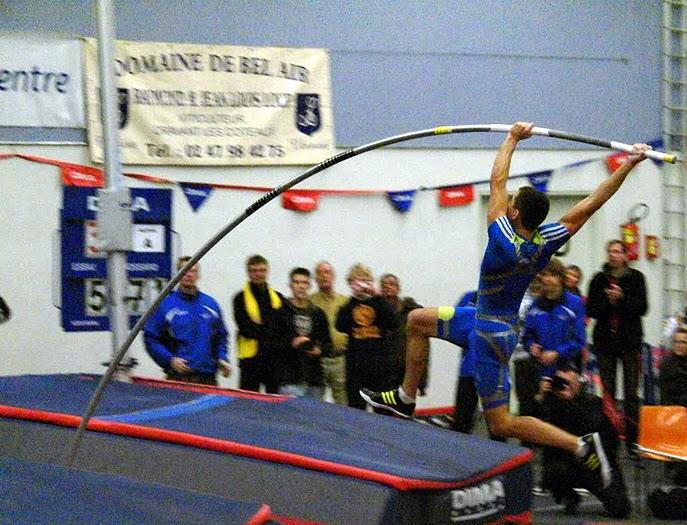
Jérôme Clavier à Veigné en 2010

Ce tableau retrace les meilleures performances par année de Jérôme Clavier :
| Année (Âge) | Performance |
| ----------- | ----------- |
| 1994 (11)   | 2,40 m      |
| 1995 (12)   | 2,80 m      |
| 1996 (13)   | 3,20 m      |
| 1997 (14)   | 3,50 m      |
| 1998 (15)   | 3,90 m      |
| 1999 (16)   | 4,40 m      |
| 2000 (17)   | 4,80 m      |
| 2001 (18)   | 5,10 m      |
| 2002 (19)   | 5,40 m      |
| 2003 (20)   | 5,56 m      |
| 2004 (21)   | 5,65 m      |
| 2005 (22)   | 5,63 m      |
| 2006 (23)   | 5,65 m      |
| 2007 (24)   | 5,70 m      |
| 2008 (25)   | 5,80 m      |
| 2009 (26)   | 5,62 m      |
| 2010 (27)   | 5,71 m      |
| 2011 (28)   | 5,81 m      |

## Records
| Épreuve          | Épreuve   | Marque | Lieu         | Date            |
| ---------------- | --------- | ------ | ------------ | --------------- |
| Saut à la perche | Plein air | 5,75 m | Karlsruhe    | 9 juillet 2008  |
| Saut à la perche | Salle     | 5,81 m | Villeurbanne | 22 janvier 2011 |